# Demšar
Demšar je priimek v Sloveniji, ki ga je po podatkih Statističnega urada Republike Slovenije na dan 1. januarja 2020 uporabljalo 1.164 oseb in je med vsemi priimki po pogostosti uporabe uvrščen na 133. mesto. Največ oseb s tem priimkom, 703, živi v Gorenjski statistični regiji.

## Znani nosilci priimka
- Aleš Demšar (* 1939), zdravnik ortoped
- Alojz Demšar (* 1955), kemik, univ. profesor; lokalni zgodovinar/domoznanec
- Andrej Demšar (* 1964), tekstilni tehnolog, univ. prof.
- Anton Demšar (1907–1969), slikar in restavrator
- Anton Demšar (1921–2007), fotograf
- Avgust Demšar (pravo ime Tomaž Zupančič, * 1962), pisatelj kriminalk, likovni pedagog
- Barbara Rot (r. Demšar) (1944–2022), arhitektka
- Barbara Demšar (* 1969), slikarka
- Bilka Demšar Starman, umetnostna zgodovinarka, literarna komparativistka
- Blaž Demšar (1903–1981), goslar
- Blaž Demšar mlajši (* 1980), goslar
- Branislav Demšar (psevdonim Brane Dolinar, 1928–2000), mladinski pisatelj, dirigent
- Cvet(k)o Demšar (1940–2023), violist
- Danijel Demšar (* 1954), grafik, ilustrator in lutkar
- Drago Demšar (1942–2017), pravnik, odvetnik, specializiran za človekove pravice
- Filip Jakob Demšar (* 2000), atlet
- Filip Demšar
- Franci Demšar (* 1960), fizik in politik, direktor ARRS
- Gašper Demšar, arhitekt
- Gojmir Demšar (1915–2012), pianist in glasbeni pedagog v Trstu
- Jakob Demšar (* 1953), pravnik, kriminalist
- Janez Demšar (* 1951), smučarski skakalec
- Janez Demšar (* 1971), računalnikar, univ. prof.
- Jernej Demšar (1875–1961), zdravnik dermatovenerolog, prof. MF
- Jernej Demšar, glasbenik kitarist in mandoločelist
- Jernej Demšar, novinar
- Jernej Demšar (* 1984), deskar na snegu
- Josip (Jože) Demšar (1877–1980), duhovnik, teolog katehist
- Jožef Anton Demšar (1709–1770), pravnik, drž. odvetnik, univ. profesor
- Jure Demšar (* 1970), fizik, univ. profesor v Nemčiji
- Lea Demšar, živilska tehnologinja, univ. prof.
- Lojze Demšar (1909–1974), misijonar v Indiji
- Luka Demšar (* 1985), citrar
- Manca Skalar Demšar (*1994), glasbena pedagoginja, klarinetistka in dirigentka
- Marko Demšar (* 1936), zdravnik rentgenolog, politik
- Matevž Demšar, geolog
- Metka Demšar Goljevšček, glasbenica, pianistka
- Pavel Demšar (* 1967), gospodarstvenik
- Polona Demšar (* 1979), kiparka, oblikovalka stekla, fotografinja
- Simon Demšar (* 1969), učitelj angleščine &prevajalec; popotnik, publicist
- Simona Demšar (* 1967), profesorica angleščine in francoščine
- Slavko Demšar (? - 1975), športni delavec
- Stanislav (Stane) Demšar (* 1944), violončelist
- Tina Demšar, krajinska arhitektka
- Tjaša Demšar (Tjaša Iris) (* 1968), slikarka in fotogafinja
- Tone Demšar (1946–1997), kipar, likovni pedagog
- Viktorijan Demšar (1904–1992), duhovnik, dekan, lokalni zgodovinar
- Vilim Demšar (1937–2017), violinist, goslar
- Vincencij Demšar (* 1941), zgodovinar, geograf in politik
- Vladimir Demšar (1940–2018), gradbenik